# Метилбензоат
Метилбензоа́т— органическое соединение, метиловый эфир бензойной кислоты. Представляет собой бесцветную жидкость, плохо растворимую в воде, но хорошо смешиваемую с органическими растворителями.

## Химические свойства
При нитровании смесью серной и азотной кислот образует метил-3-нитробензоат:
{\displaystyle {\mathsf {C_{6}H_{5}COOCH_{3}+HNO_{3}\rightarrow C_{8}H_{7}NO_{4}+H_{2}O}}}
В водном растворе NaOH гидролизуется до метанола и бензоата натрия:
{\displaystyle {\mathsf {C_{6}H_{5}COOCH_{3}+NaOH\rightarrow C_{6}H_{5}COONa+CH_{3}OH}}}

## Получение
Реакция конденсации бензойной кислоты и метанола в кислой среде:
{\displaystyle {\mathsf {C_{6}H_{5}COOH+CH_{3}OH\rightarrow C_{6}H_{5}COOCH_{3}+H_{2}O}}}

## Применение
В небольших концентрациях метилбензоат имеет приятный запах дерева фейхоа, благодаря чему он используется в парфюмерии. Реже применяется как растворитель или приманка для орхидных пчёл Euglossini. Образуется при гидролизе кокаина во влажном воздухе, благодаря чему позволяет обнаруживать кокаин, само по себе совсем не пахучее вещество, собаками. Собак, тренирующих искать кокаин, учат именно с использованием метилбензоата, постепенно снижая концентрацию до минимально возможной.